# Leon McManus
Leon John Mc Manus, född 21 juni 2000 i Tynnereds församling i Göteborg, är en svensk politiker (miljöpartist).
Mc Manus var mellan 2023 och 2025 språkrör för Grön Ungdom tillsammans med Rebecka Forsberg.